# Менеджер по продукту
Менеджер по продукту (англ. product manager) — человек, управляющий продуктом, отвечающий за создание новых продуктов, анализ рынка, ассортиментную политику, ценообразование, продвижение продукта, планирование KPI, формирование требований к продукту, определение назначения продукта. Менеджер по продукту — специалист с бизнес-навыками, который думает, как компании зарабатывать больше денег, улучшая качество сервиса. Он продумывает изменения в поставляемой услуге, которые приводят к росту выручки или прибыли компании.
Активно взаимодействует с продажами, маркетингом, технической поддержкой, производством, R&D и т. д. Функциональность менеджера по продукту напрямую зависит от типа компании (производитель, дистрибьютор, дилер, системный интегратор, стартап).

## Основные обязанности
- Разработка новых продуктов и продвижение.
- Управление ассортиментом (продуктовой линейкой поставщика).
- Планирование KPI продукта на краткосрочной и долгосрочной основе, мониторинг исполнения KPI.
- Ценообразование.
- Прогнозирование продаж.
- Ведение аналитических данных по конкурентам.
- Исследования рынка и отрасли, анализ тенденций развития, анализ конкуренции.
- Создание программ по стимулированию продаж.
- Подготовка технических материалов.
- Подготовка и проведение презентаций.
- Написание и публикация материалов по продукту.
- Консультирование партнеров по техническим вопросам.
- Участие в переговорах с клиентами.
- Развитие клиентов (Customer Development).
- Составление плана развития продукта и выбор стратегии действий.
- Участие в маркетинговых семинарах, выставках, конференциях

#### Особенности в работе менеджера по продукту
Роль менеджера по продукту — это динамичная позиция, которая включает поддержание непрерывного потока идей и ресурсов, направленных на создание продукта. Менеджеры по продукту также служат связующим звеном между командой разработчиков продукта и остальной частью компании. Прежде чем продукт будет одобрен для разработки, менеджер по продукту должен оценить его рыночные возможности .
Следующим шагом после разработки идеи является разработка рабочей стратегии. В большинстве случаев менеджер по продукту работает вместе с проектным менеджером, чтобы создать осуществимый план.
Часть исследования рынка и анализа конкуренции включает оценку потенциала продукта на рынке и стратегии его развития. Менеджеры по продукту несут ответственность за поддержание четких каналов связи между высшим руководством и другими подразделениями компании.
Менеджер по продукту часто начинает свою карьеру в качестве специалиста на какой-либо другой позиции, а в конечном итоге переходит к управлению продуктом. Однако все чаще крупные технологические компании нанимают и обучают молодых выпускников напрямую через такие программы, как Google Associate Product Manager или Facebook Rotational Product Manager.
В каких отраслях есть спрос на менеджеров по продукту:
- нефтегазовый сектор;
- добывающая промышленность;
- образование и EdTech;
- СМИ;
- маркетинг;
- реклама;
- ИТ.

Менее популярны вакансии менеджеров по продукту в государственных учреждениях, сфере ЖКХ, искусстве и культуре.